# Frits Purperhart
Frits Lambertus Purperhart (Paramaribo; 25 de diciembre de 1944-Ámsterdam; 29 de septiembre de 2016) fue un jugador y entrenador de fútbol de Surinam, miembro de la junta directiva del Comité Olímpico de Surinam y de la red nacional de radiodifusión Telesur.
Jugó en el Hoofdklasse de Surinam para Ajax, NAKS y SV Leo Victor, además de estar en la selección nacional de Surinam. También dirigió tanto a Leo Victor como a la selección surinamesa durante el lapso de su carrera.
Es considerado uno de los mejores futbolistas en la historia del deporte en su país, habiendo terminado como máximo goleador de la liga dos veces, ganando el premio al Futbolista Surinamés del Año en dos ocasiones también.

## Trayectoria
Comenzó su carrera en el terreno deportivo Mr. Bronsplein en Paramaribo, capital de Surinam, donde fue elegido por uno de los clubes locales, el VV Ajax.
Su padre le instó a que se transfiriera al NAKS, donde estaba entrenando en ese momento, y se adelantó. Después de dos temporadas, pasó al SV Leo Victor, ayudando a asegurar el segundo título nacional en su primera temporada con el club.
Conocido por su habilidad para anotar desde tiro libre, en 1966 y 1967 ganó consecutivamente el premio al Futbolista Surinamés del Año y en 1965 se convirtió en capitán del SV Leo Victor. En 1970 y 1972 terminó como máximo goleador de la liga.

## Selección nacional
Hizo su debut con la selección de Surinam el 10 de junio de 1966 en el torneo Coupe Duvalier contra Trinidad y Tobago en una derrota por 3-2 en el Estadio Sylvio Cator en Puerto Príncipe, Haití.
Marcó sus dos primeros goles con la selección el 13 de junio de 1969 en un partido amistoso contra Dinamarca, anotando el empate y el segundo gol en la victoria por 2-1 en el National Stadion.
Jugó un papel importante en las campañas de clasificación para la Copa Mundial de la FIFA de 1970 y 1978 y también ayudó a su equipo a ganar el Campeonato CFU 1978.

## Trayectoria como entrenador
En 1978 asumió la función de jugador-entrenador del SV Leo Victor antes de retirarse como jugador en 1980 y comprometerse por completo con su rol de entrenador.
En 1996, fue nombrado director de la selección nacional surinamesa para su campaña de clasificación para la Copa Mundial de 1998. Su equipo fue eliminado por Jamaica 1-0 en la segunda ronda.
También en el mismo año los dirigió a un cuarto puesto en la Copa del Caribe, perdiendo ante Martinica por 3-2 en los penales después de la prórroga, luego de empatar 1-1 en el partido por el tercer lugar.

## Clubes
| Club       | País    | Año       |
| ---------- | ------- | --------- |
| Ajax       | Surinam | 1960-1961 |
| NAKS       | Surinam | 1961-1963 |
| Leo Victor | Surinam | 1963-1980 |

## Palmarés

### Títulos nacionales
| Título      | Equipo     | País    | Año  |
| ----------- | ---------- | ------- | ---- |
| Hoofdklasse | Leo Victor | Surinam | 1964 |
| Hoofdklasse | Leo Victor | Surinam | 1978 |

### Títulos internacionales
| Título                     | Equipo  | Sede              | Año  |
| -------------------------- | ------- | ----------------- | ---- |
| Copa de Naciones de la CFU | Surinam | Trinidad y Tobago | 1978 |

### Distinciones individuales
| Distinción                      | Año  |
| ------------------------------- | ---- |
| Futbolista surinamés del año    | 1966 |
| Futbolista surinamés del año    | 1967 |
| Máximo goleador del Hoofdklasse | 1970 |
| Máximo goleador del Hoofdklasse | 1972 |